# Hepsetus odoe
Hepsetus odoe es una especie de peces de la familia Hepsetidae en el orden Characiformes.

## Morfología
Los machos pueden llegar alcanzar los 70 cm de longitud total y 4.000 g de peso.
Número de  vértebras: 45-49.

## Alimentación
Los ejemplares adultos comen peces, mientras que los inmaduros se alimentan de pequeños invertebrados y peces pequeños. 

## Depredadores
En Zambia es depredado por Hydrocynus forskalii .

## Hábitat
Es un pez de agua dulce y de clima tropical (26 °C-28 °C).

## Distribución geográfica
Se encuentran en África: desde el Senegal hasta Angola, incluyendo los ríos  Níger,  Vuelta,  Chad,  Ogowe y  Zambezi, y  cuencas de los ríos  Cunene,  Okavango y  Kafue.

## Longevidad
Puede llegar a vivir hasta los 5 años de edad. 